# Yandex.Mail
Yandex.Mail (Russo : Яндекс.Почта) é um serviço de e-mail gratuito russo desenvolvido pela Yandex. Foi lançado em 26 de junho de 2000,e é um dos três maiores serviços de e-mail na Rússia (junto com Gmail e Mail.ru). O serviço usa filtragem automática de spam, verifica a existência de vírus usando o software antivírus Dr.Web e um tradutor de e-mail. Existe a versão móvel para Android e iOS.

## História
Yandex.Mail iniciou suas operações em 26 de junho de 2000. Em 2009, foi lançado um serviço gratuito onde, os usuários podem criar até mil contas de email em um domínio. Em 2010, filtros de spam individuais foram adicionados. Um tradutor de e-mail foi adicionado em 2011; inicialmente, apenas inglês e ucraniano estavam disponíveis. Desde 2016, 40 idiomas estão disponíveis.
Em 2012, o Yandex.Mail foi o que mais cresceu e um dos cinco serviços de e-mail mais populares da Europa, recebendo 25 mil visitantes únicos por mês.
Em 2013, modelos de e-mail foram adicionados ao Yandex.Mail. Desde junho de 2013, o serviço conta com um "marcador de e-mail" que diferencia os e-mails recebidos por tipo.
Em setembro de 2020, Yandex.Mail 360 substituiu Yandex.Mail por domínio. Ele combina vários serviços Yandex: Mail, Disk, Calendar, Messenger, Contacts e Notes, e oferece aos usuários 20 GB de espaço livre.

## Incidentes
Em 2014, 1,2 milhão de credenciais de conta Yandex (logins e senhas) foram publicadas em um fórum público de vazamento. Yandex negou ter sido atacado diretamente e, em vez disso, sugeriu que os usuários foram vítimas de phishing.
Em fevereiro de 2021, Yandex divulgou que um funcionário estava vendendo acesso a contas de usuário. Yandex afirmou que notificou os proprietários de 4887 contas afetadas, pedindo-lhes para alterar as senhas.